# マイク・ブレイベル
マイケル・ジョージ・ブレイベル（Michael George Vrabel、1975年8月14日 - ）はアメリカ合衆国オハイオ州アクロン出身のアメリカンフットボール元選手、指導者。2025年からは古巣ニューイングランド・ペイトリオッツのヘッドコーチを務める。ポジションはラインバッカー（LB）。現役時代、ピッツバーグ・スティーラーズ、ニューイングランド・ペイトリオッツ、カンザスシティ・チーフスに在籍し、ペイトリオッツでは3度のスーパーボウル制覇を果たしている。引退後はコーチ業を務め、2018年シーズンより2023年シーズンまでテネシー・タイタンズのヘッドコーチを務めた。

## 経歴

### プロ入りまで
オハイオ州アクロンで生まれた彼はカヤホガフォールズ近郊の高校に進学、その後オハイオ州立大学に進学した。1993年から1996年までディフェンシブエンドとしてプレーした彼は2年次に12サック、3年次に13サック、4年次に9サックをあげた。3年次、4年次にそれぞれビッグ・テン・カンファレンスの最優秀守備選手に選ばれた。同カンファレンスの最優秀守備選手に2回選ばれたのは他にウェンデル・ブライアントだけである。4年次にはオールアメリカンにも選ばれている。
2000年に大学フットボールチームの20世紀のオールチームに選ばれた。2012年にはオハイオ州立大学のスポーツ殿堂入りを果たした。
.

### ピッツバーグ・スティーラーズ
1997年のドラフト3巡でピッツバーグ・スティーラーズに指名されて入団した。1年目のディビジョナルプレーオフではドリュー・ブレッドソーをサックし、7-6の勝利に貢献した。スティーラーズには4シーズン所属した。

### ニューイングランド・ペイトリオッツ
フリーエージェントとなった彼は2001年にニューイングランド・ペイトリオッツに加入した。この年先発12試合を含む全16試合に出場したが、ビル・ベリチックヘッドコーチは彼にタイトエンドをマークさせた。第38回スーパーボウルで彼は2サック、1ファンブルフォースの他、トム・ブレイディから1ヤードのTDパスを受けた。守備選手がオフェンスプレーでタッチダウンをあげたのは、第20回スーパーボウルのウィリアム・ペリー以来であった。第39回スーパーボウルでも2ヤードのTDパスを受けた。なお彼は通算成績で14回パスターゲットになり、そのうち10回レシーブを記録、いずれもタッチダウンプレーである。
2005年12月26日のマンデーナイトフットボールでは2タッチダウン、1サックをあげた。
2007年の第8週のワシントン・レッドスキンズ戦では3ファンブルフォース、3サック及びオンサイドキックのリカバー、オフェンスでのタッチダウンをあげてAFCの週間最優秀守備選手に選ばれた。その年12月、彼は初めてプロボウルに選ばれた。翌年1月にはオールプロにも選ばれた。
3-4ディフェンスのペイトリオッツに加入して最初の4年間は右アウトサイドラインバッカーであったが、2005年に選手層の薄いインサイドラインバッカーにコンバートされた。テディ・ブルースキが怪我から復帰した後は、コンビを組んだ。その後アウトサイドラインバッカーに復帰したが、2006年シーズン終盤にジュニア・セアウが腕を骨折したため、再度インサイドラインバッカーとなった。

### カンザスシティ・チーフス
2009年2月末、マット・キャセルとともにドラフト2巡指名権とのトレードでカンザスシティ・チーフスに移籍した。

### 指導者として
2011年7月10日、現役を引退し、母校オハイオ州立大学のラインバッカーコーチに就任した。同年12月21日、アーバン・メイヤーが新ヘッドコーチに就任した際も留任した。

#### NFL復帰
2014年1月10日、ヒューストン・テキサンズのラインバッカーコーチに就任した。彼の就任後テキサンズの守備は躍進し、2016年1月、サンフランシスコ・49ersの守備コーディネーター候補に名前があがったが彼はその話を断りチームに残留した。2017年1月、ロメオ・クレネルがテキサンズのアシスタントヘッドコーチに昇格する際、後任の守備コーディネーターに昇格した。

#### テネシー・タイタンズ
2018年1月20日、テネシー・タイタンズのヘッドコーチに就任した。第2週のテキサンズ戦でプロ初勝利をあげた。第4週には前年のスーパーボウルチャンピオンのフィラデルフィア・イーグルスを破った。第10週にはビル・ベリチックのニューイングランド・ペイトリオッツを破った。チームディフェンスは前年より13位成績が向上し、NFL8位となった。チームは9勝7敗で惜しくもプレーオフを逃した。
2019年は第6週のデンバー・ブロンコス戦で完封負けした後、マーカス・マリオタからライアン・タネヒルに先発QBを変更した。チームは開幕から6試合で2勝4敗と苦しんだが9勝7敗でプレーオフに第6シードで進出した。ワイルドカードプレーオフでは前年のスーパーボウルチャンピオン、ニューイングランド・ペイトリオッツを20-13で破った。この試合ではデリック・ヘンリーが204ヤードを走った。ディビジョナルプレーオフでもヘンリーの活躍などで第1シードのボルチモア・レイブンズを28-12で破ったが、AFCチャンピオンシップゲームではカンザスシティ・チーフスに24-35で破れスーパーボウル出場は果たせなかった。2021年シーズン、AP通信からコーチ・オブ・ザ・イヤーに選ばれた。
2022年はライアン・タネヒルが故障した後、チームは失速しプレーオフを逃した。2023年も6勝11敗でプレーオフを逃し、2024年1月9日、タイタンズから解雇された。
2024年はクリーブランド・ブラウンズのコンサルタントを務めた。

#### ニューイングランド・ペイトリオッツ
2025年1月12日、古巣ニューイングランド・ペイトリオッツのヘッドコーチに就任した。